# Sybilla Gronamann
Sybilla Gronamann (vers 1720 – vers 1765) est une cantatrice née allemande et naturalisée anglaise. Elle est aussi désignée de diverses autres façons : Sibilla Gronaman, Signora Sibilla ou Mrs. Pinto. 
Elle est notamment connue pour avoir chanté dans des oratorios de Georg Friedrich Haendel ainsi que dans des opéras et des masques de Thomas Arne.

## Biographie
Sybilla Gronamann était la fille d'un pasteur allemand. Elle épousa le violoniste Thomas Pinto (1714-1783) et ils eurent au moins deux fils et une fille, Julia, qui a chanté à Dublin pendant la période de 1774 à 1777.
Sybilla Gronamann a chanté aux Cuper's Gardens (en) et dans des théâtres entre 1745 et 1749, d'abord pour Thomas Arne, puis dans des oratorios de Georg Friedrich Händel. Le 10 janvier 1743, au théâtre de Dublin, elle chanta dans une reprise de Comus, une musique de scène de Thomas Arne pour une adaptation par John Dalton d'une pièce de John Milton qui avait été présentée en 1634 au château de Ludlow. 
Le 9 décembre 1748, en tête d'une liste de noms illustres du monde du spectacle, elle participa à un concert de bienfaisance (musique vocale et instrumentale) au théâtre de Hatmarket à Londres, avec de la musique de Gustavus Waltz,.  
Elle a en particulier chanté lors des créations de trois oratorios de Haendel : Alexander Balus (1748), Susanna (1749) et  Solomon (1749).
La date de son décès n'est pas connue, mais est probablement antérieure à 1766, puisque c'est l'année du remariage de Thomas Pinto.